# 1265
Portal Geschichte | Portal Biografien | Aktuelle Ereignisse | Jahreskalender | Tagesartikel

◄ |
12. Jahrhundert |
13. Jahrhundert
| 14. Jahrhundert | ►

◄ |
1230er |
1240er |
1250er |
1260er
| 1270er | 1280er | 1290er | ►

◄◄ |
◄ |
1261 |
1262 |
1263 |
1264 |
1265
| 1266 | 1267 | 1268 | 1269 | ► | ►►
Staatsoberhäupter  · Nekrolog
| Januar | Januar | Januar | Januar | Januar | Januar | Januar | Januar |
| Kw     | Mo     | Di     | Mi     | Do     | Fr     | Sa     | So     |
| ------ | ------ | ------ | ------ | ------ | ------ | ------ | ------ |
| 1      |        |        |        | 1      | 2      | 3      | 4      |
| 2      | 5      | 6      | 7      | 8      | 9      | 10     | 11     |
| 3      | 12     | 13     | 14     | 15     | 16     | 17     | 18     |
| 4      | 19     | 20     | 21     | 22     | 23     | 24     | 25     |
| 5      | 26     | 27     | 28     | 29     | 30     | 31     |        |

| Februar | Februar | Februar | Februar | Februar | Februar | Februar | Februar |
| Kw      | Mo      | Di      | Mi      | Do      | Fr      | Sa      | So      |
| ------- | ------- | ------- | ------- | ------- | ------- | ------- | ------- |
| 5       |         |         |         |         |         |         | 1       |
| 6       | 2       | 3       | 4       | 5       | 6       | 7       | 8       |
| 7       | 9       | 10      | 11      | 12      | 13      | 14      | 15      |
| 8       | 16      | 17      | 18      | 19      | 20      | 21      | 22      |
| 9       | 23      | 24      | 25      | 26      | 27      | 28      |         |

| März | März | März | März | März | März | März | März |
| Kw   | Mo   | Di   | Mi   | Do   | Fr   | Sa   | So   |
| ---- | ---- | ---- | ---- | ---- | ---- | ---- | ---- |
| 9    |      |      |      |      |      |      | 1    |
| 10   | 2    | 3    | 4    | 5    | 6    | 7    | 8    |
| 11   | 9    | 10   | 11   | 12   | 13   | 14   | 15   |
| 12   | 16   | 17   | 18   | 19   | 20   | 21   | 22   |
| 13   | 23   | 24   | 25   | 26   | 27   | 28   | 29   |
| 14   | 30   | 31   |      |      |      |      |      |

| April | April | April | April | April | April | April | April |
| Kw    | Mo    | Di    | Mi    | Do    | Fr    | Sa    | So    |
| ----- | ----- | ----- | ----- | ----- | ----- | ----- | ----- |
| 14    |       |       | 1     | 2     | 3     | 4     | 5     |
| 15    | 6     | 7     | 8     | 9     | 10    | 11    | 12    |
| 16    | 13    | 14    | 15    | 16    | 17    | 18    | 19    |
| 17    | 20    | 21    | 22    | 23    | 24    | 25    | 26    |
| 18    | 27    | 28    | 29    | 30    |       |       |       |

| Mai | Mai | Mai | Mai | Mai | Mai | Mai | Mai |
| Kw  | Mo  | Di  | Mi  | Do  | Fr  | Sa  | So  |
| --- | --- | --- | --- | --- | --- | --- | --- |
| 18  |     |     |     |     | 1   | 2   | 3   |
| 19  | 4   | 5   | 6   | 7   | 8   | 9   | 10  |
| 20  | 11  | 12  | 13  | 14  | 15  | 16  | 17  |
| 21  | 18  | 19  | 20  | 21  | 22  | 23  | 24  |
| 22  | 25  | 26  | 27  | 28  | 29  | 30  | 31  |

| Juni | Juni | Juni | Juni | Juni | Juni | Juni | Juni |
| Kw   | Mo   | Di   | Mi   | Do   | Fr   | Sa   | So   |
| ---- | ---- | ---- | ---- | ---- | ---- | ---- | ---- |
| 23   | 1    | 2    | 3    | 4    | 5    | 6    | 7    |
| 24   | 8    | 9    | 10   | 11   | 12   | 13   | 14   |
| 25   | 15   | 16   | 17   | 18   | 19   | 20   | 21   |
| 26   | 22   | 23   | 24   | 25   | 26   | 27   | 28   |
| 27   | 29   | 30   |      |      |      |      |      |

| Juli | Juli | Juli | Juli | Juli | Juli | Juli | Juli |
| Kw   | Mo   | Di   | Mi   | Do   | Fr   | Sa   | So   |
| ---- | ---- | ---- | ---- | ---- | ---- | ---- | ---- |
| 27   |      |      | 1    | 2    | 3    | 4    | 5    |
| 28   | 6    | 7    | 8    | 9    | 10   | 11   | 12   |
| 29   | 13   | 14   | 15   | 16   | 17   | 18   | 19   |
| 30   | 20   | 21   | 22   | 23   | 24   | 25   | 26   |
| 31   | 27   | 28   | 29   | 30   | 31   |      |      |

| August | August | August | August | August | August | August | August |
| Kw     | Mo     | Di     | Mi     | Do     | Fr     | Sa     | So     |
| ------ | ------ | ------ | ------ | ------ | ------ | ------ | ------ |
| 31     |        |        |        |        |        | 1      | 2      |
| 32     | 3      | 4      | 5      | 6      | 7      | 8      | 9      |
| 33     | 10     | 11     | 12     | 13     | 14     | 15     | 16     |
| 34     | 17     | 18     | 19     | 20     | 21     | 22     | 23     |
| 35     | 24     | 25     | 26     | 27     | 28     | 29     | 30     |
| 36     | 31     |        |        |        |        |        |        |

| September | September | September | September | September | September | September | September |
| Kw        | Mo        | Di        | Mi        | Do        | Fr        | Sa        | So        |
| --------- | --------- | --------- | --------- | --------- | --------- | --------- | --------- |
| 36        |           | 1         | 2         | 3         | 4         | 5         | 6         |
| 37        | 7         | 8         | 9         | 10        | 11        | 12        | 13        |
| 38        | 14        | 15        | 16        | 17        | 18        | 19        | 20        |
| 39        | 21        | 22        | 23        | 24        | 25        | 26        | 27        |
| 40        | 28        | 29        | 30        |           |           |           |           |

| Oktober | Oktober | Oktober | Oktober | Oktober | Oktober | Oktober | Oktober |
| Kw      | Mo      | Di      | Mi      | Do      | Fr      | Sa      | So      |
| ------- | ------- | ------- | ------- | ------- | ------- | ------- | ------- |
| 40      |         |         |         | 1       | 2       | 3       | 4       |
| 41      | 5       | 6       | 7       | 8       | 9       | 10      | 11      |
| 42      | 12      | 13      | 14      | 15      | 16      | 17      | 18      |
| 43      | 19      | 20      | 21      | 22      | 23      | 24      | 25      |
| 44      | 26      | 27      | 28      | 29      | 30      | 31      |         |

| November | November | November | November | November | November | November | November |
| Kw       | Mo       | Di       | Mi       | Do       | Fr       | Sa       | So       |
| -------- | -------- | -------- | -------- | -------- | -------- | -------- | -------- |
| 44       |          |          |          |          |          |          | 1        |
| 45       | 2        | 3        | 4        | 5        | 6        | 7        | 8        |
| 46       | 9        | 10       | 11       | 12       | 13       | 14       | 15       |
| 47       | 16       | 17       | 18       | 19       | 20       | 21       | 22       |
| 48       | 23       | 24       | 25       | 26       | 27       | 28       | 29       |
| 49       | 30       |          |          |          |          |          |          |

| Dezember | Dezember | Dezember | Dezember | Dezember | Dezember | Dezember | Dezember |
| Kw       | Mo       | Di       | Mi       | Do       | Fr       | Sa       | So       |
| -------- | -------- | -------- | -------- | -------- | -------- | -------- | -------- |
| 49       |          | 1        | 2        | 3        | 4        | 5        | 6        |
| 50       | 7        | 8        | 9        | 10       | 11       | 12       | 13       |
| 51       | 14       | 15       | 16       | 17       | 18       | 19       | 20       |
| 52       | 21       | 22       | 23       | 24       | 25       | 26       | 27       |
| 53       | 28       | 29       | 30       | 31       |          |          |          |

| Januar | Januar | Januar | Januar | Januar | Januar | Januar | Januar |
| Kw     | Mo     | Di     | Mi     | Do     | Fr     | Sa     | So     |
| ------ | ------ | ------ | ------ | ------ | ------ | ------ | ------ |
| 1      |        |        |        | 1      | 2      | 3      | 4      |
| 2      | 5      | 6      | 7      | 8      | 9      | 10     | 11     |
| 3      | 12     | 13     | 14     | 15     | 16     | 17     | 18     |
| 4      | 19     | 20     | 21     | 22     | 23     | 24     | 25     |
| 5      | 26     | 27     | 28     | 29     | 30     | 31     |        |

| Februar | Februar | Februar | Februar | Februar | Februar | Februar | Februar |
| Kw      | Mo      | Di      | Mi      | Do      | Fr      | Sa      | So      |
| ------- | ------- | ------- | ------- | ------- | ------- | ------- | ------- |
| 5       |         |         |         |         |         |         | 1       |
| 6       | 2       | 3       | 4       | 5       | 6       | 7       | 8       |
| 7       | 9       | 10      | 11      | 12      | 13      | 14      | 15      |
| 8       | 16      | 17      | 18      | 19      | 20      | 21      | 22      |
| 9       | 23      | 24      | 25      | 26      | 27      | 28      |         |

| März | März | März | März | März | März | März | März |
| Kw   | Mo   | Di   | Mi   | Do   | Fr   | Sa   | So   |
| ---- | ---- | ---- | ---- | ---- | ---- | ---- | ---- |
| 9    |      |      |      |      |      |      | 1    |
| 10   | 2    | 3    | 4    | 5    | 6    | 7    | 8    |
| 11   | 9    | 10   | 11   | 12   | 13   | 14   | 15   |
| 12   | 16   | 17   | 18   | 19   | 20   | 21   | 22   |
| 13   | 23   | 24   | 25   | 26   | 27   | 28   | 29   |
| 14   | 30   | 31   |      |      |      |      |      |

| April | April | April | April | April | April | April | April |
| Kw    | Mo    | Di    | Mi    | Do    | Fr    | Sa    | So    |
| ----- | ----- | ----- | ----- | ----- | ----- | ----- | ----- |
| 14    |       |       | 1     | 2     | 3     | 4     | 5     |
| 15    | 6     | 7     | 8     | 9     | 10    | 11    | 12    |
| 16    | 13    | 14    | 15    | 16    | 17    | 18    | 19    |
| 17    | 20    | 21    | 22    | 23    | 24    | 25    | 26    |
| 18    | 27    | 28    | 29    | 30    |       |       |       |

| Mai | Mai | Mai | Mai | Mai | Mai | Mai | Mai |
| Kw  | Mo  | Di  | Mi  | Do  | Fr  | Sa  | So  |
| --- | --- | --- | --- | --- | --- | --- | --- |
| 18  |     |     |     |     | 1   | 2   | 3   |
| 19  | 4   | 5   | 6   | 7   | 8   | 9   | 10  |
| 20  | 11  | 12  | 13  | 14  | 15  | 16  | 17  |
| 21  | 18  | 19  | 20  | 21  | 22  | 23  | 24  |
| 22  | 25  | 26  | 27  | 28  | 29  | 30  | 31  |

| Juni | Juni | Juni | Juni | Juni | Juni | Juni | Juni |
| Kw   | Mo   | Di   | Mi   | Do   | Fr   | Sa   | So   |
| ---- | ---- | ---- | ---- | ---- | ---- | ---- | ---- |
| 23   | 1    | 2    | 3    | 4    | 5    | 6    | 7    |
| 24   | 8    | 9    | 10   | 11   | 12   | 13   | 14   |
| 25   | 15   | 16   | 17   | 18   | 19   | 20   | 21   |
| 26   | 22   | 23   | 24   | 25   | 26   | 27   | 28   |
| 27   | 29   | 30   |      |      |      |      |      |

| Juli | Juli | Juli | Juli | Juli | Juli | Juli | Juli |
| Kw   | Mo   | Di   | Mi   | Do   | Fr   | Sa   | So   |
| ---- | ---- | ---- | ---- | ---- | ---- | ---- | ---- |
| 27   |      |      | 1    | 2    | 3    | 4    | 5    |
| 28   | 6    | 7    | 8    | 9    | 10   | 11   | 12   |
| 29   | 13   | 14   | 15   | 16   | 17   | 18   | 19   |
| 30   | 20   | 21   | 22   | 23   | 24   | 25   | 26   |
| 31   | 27   | 28   | 29   | 30   | 31   |      |      |

| August | August | August | August | August | August | August | August |
| Kw     | Mo     | Di     | Mi     | Do     | Fr     | Sa     | So     |
| ------ | ------ | ------ | ------ | ------ | ------ | ------ | ------ |
| 31     |        |        |        |        |        | 1      | 2      |
| 32     | 3      | 4      | 5      | 6      | 7      | 8      | 9      |
| 33     | 10     | 11     | 12     | 13     | 14     | 15     | 16     |
| 34     | 17     | 18     | 19     | 20     | 21     | 22     | 23     |
| 35     | 24     | 25     | 26     | 27     | 28     | 29     | 30     |
| 36     | 31     |        |        |        |        |        |        |

| September | September | September | September | September | September | September | September |
| Kw        | Mo        | Di        | Mi        | Do        | Fr        | Sa        | So        |
| --------- | --------- | --------- | --------- | --------- | --------- | --------- | --------- |
| 36        |           | 1         | 2         | 3         | 4         | 5         | 6         |
| 37        | 7         | 8         | 9         | 10        | 11        | 12        | 13        |
| 38        | 14        | 15        | 16        | 17        | 18        | 19        | 20        |
| 39        | 21        | 22        | 23        | 24        | 25        | 26        | 27        |
| 40        | 28        | 29        | 30        |           |           |           |           |

| Oktober | Oktober | Oktober | Oktober | Oktober | Oktober | Oktober | Oktober |
| Kw      | Mo      | Di      | Mi      | Do      | Fr      | Sa      | So      |
| ------- | ------- | ------- | ------- | ------- | ------- | ------- | ------- |
| 40      |         |         |         | 1       | 2       | 3       | 4       |
| 41      | 5       | 6       | 7       | 8       | 9       | 10      | 11      |
| 42      | 12      | 13      | 14      | 15      | 16      | 17      | 18      |
| 43      | 19      | 20      | 21      | 22      | 23      | 24      | 25      |
| 44      | 26      | 27      | 28      | 29      | 30      | 31      |         |

| November | November | November | November | November | November | November | November |
| Kw       | Mo       | Di       | Mi       | Do       | Fr       | Sa       | So       |
| -------- | -------- | -------- | -------- | -------- | -------- | -------- | -------- |
| 44       |          |          |          |          |          |          | 1        |
| 45       | 2        | 3        | 4        | 5        | 6        | 7        | 8        |
| 46       | 9        | 10       | 11       | 12       | 13       | 14       | 15       |
| 47       | 16       | 17       | 18       | 19       | 20       | 21       | 22       |
| 48       | 23       | 24       | 25       | 26       | 27       | 28       | 29       |
| 49       | 30       |          |          |          |          |          |          |

| Dezember | Dezember | Dezember | Dezember | Dezember | Dezember | Dezember | Dezember |
| Kw       | Mo       | Di       | Mi       | Do       | Fr       | Sa       | So       |
| -------- | -------- | -------- | -------- | -------- | -------- | -------- | -------- |
| 49       |          | 1        | 2        | 3        | 4        | 5        | 6        |
| 50       | 7        | 8        | 9        | 10       | 11       | 12       | 13       |
| 51       | 14       | 15       | 16       | 17       | 18       | 19       | 20       |
| 52       | 21       | 22       | 23       | 24       | 25       | 26       | 27       |
| 53       | 28       | 29       | 30       | 31       |          |          |          |

Im Jahr 1265 tritt das erste repräsentative Parlament Englands in London zusammen. De Montfort’s Parliament ist von Simon de Montfort, 6. Earl of Leicester einberufen worden, der sich im Vorjahr im Zweiten Krieg der Barone gegen König Heinrich III. und seinen Sohn Edward erhoben hat. Doch nach der vernichtenden Niederlage in der Schlacht von Evesham bricht der Aufstand der Barone rasch zusammen.
In Italien belehnt der neu gewählte Papst Clemens IV. Karl von Anjou, den Bruder des französischen Königs Ludwig IX., mit dem Königreich Sizilien. Er soll den mit dem Bann belegten staufischen König Manfred vom Thron vertreiben.
Im mongolischen Reich der Ilchane kommt es zu einem Thronwechsel. Der neue Khan Abaqa bemüht sich um die Konsolidierung des von seinem Vater Hülegü gegründeten Reiches, hat aber sowohl innenpolitische als auch außenpolitische Gegner zu bekämpfen.

## Ereignisse

### Politik und Weltgeschehen

#### England/Wales

Das Wappen Simons de Montfort, 6. Earl of Leicester

- 20. Januar: Das von Simon V. de Montfort Ende des Vorjahres einberufene Parlament, das erste repräsentative Parlament Englands, tritt im Palace of Westminster in London zusammen. Es soll sich hauptsächlich mit der Auslösung des Kronprinzen Edward aus der Gefangenschaft nach der Schlacht von Lewes befassen. Am 15. Februar geht es wieder auseinander.
- Am 31. März verpflichtet sich Kronprinz Edward, einer allgemeinen Amnestie zuzustimmen und von einer zukünftigen Verfolgung Montforts, Gloucesters und der Bürger Londons abzusehen.
- April: Montforts engster Verbündeter Gilbert de Clare, 6. Earl of Hertford, wechselt die Seiten.
- 28. Mai: Prinz Edward gelingt die Flucht aus der Gefangenschaft Henry de Montforts.
- 19. Juni: Simon de Montfort und der walisische Fürst Llywelyn ap Gruffydd schließen das Abkommen von Pipton-on-Wye.

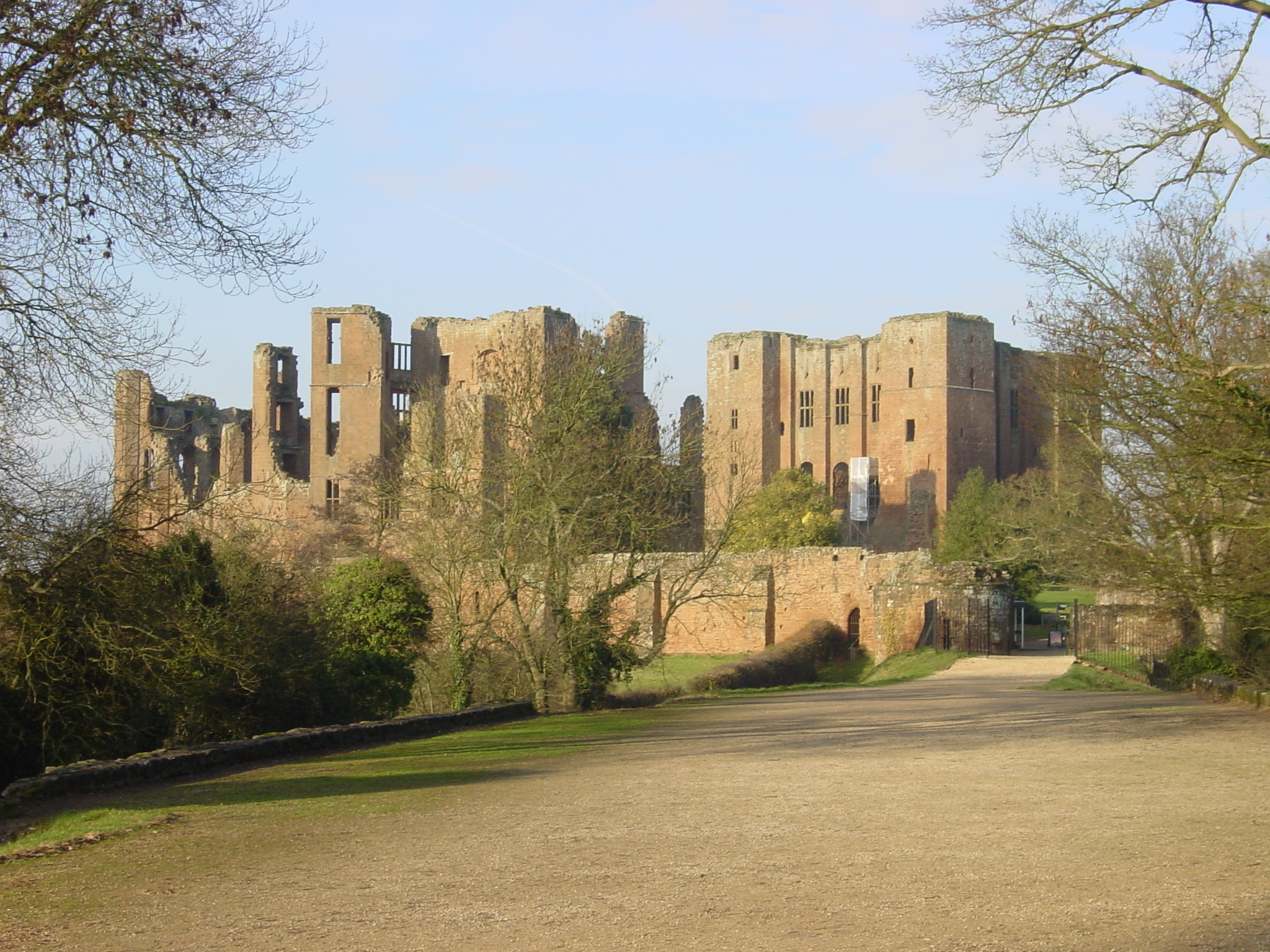
Kenilworth Castle

- 31. Juli: Simon VI. de Montfort wird bei Kenilworth Castle von königlichen Einheiten in einem Überraschungsangriff geschlagen. Dabei fällt auch Simons Banner in die Hände Edwards, was dieser vier Tage später für eine Kriegslist nutzt.
- 04. August: In der Schlacht von Evesham in Worcestershire setzen sich die königlichen Truppen unter Kronprinz Eduard Plantagenet gegen ein Heer der aufständischen englischen Barone, an ihrer Spitze Simon de Montfort, 6. Earl of Leicester, durch. In der Schlacht wird Montfort ebenso wie sein Sohn Henry getötet.
- Unmittelbar nach der Schlacht versuchen König Heinrich III. und Prinz Edward, die königliche Autorität wiederherzustellen. Sie fordern Bristol Castle und die anderen verbliebenen Burgen in den Händen der Anhänger Montforts zur Unterwerfung auf, worauf sich die meisten Burgen ergeben.
- 10. August: Walter Giffard, seit 4. Januar Bischof der Diözese Bath und Wells, der im Auftrag des im französischen Exil lebenden Erzbischofs Bonifatius von Canterbury Simon de Montfort und seine Anhänger exkommuniziert hat, wird zum Lordkanzler erhoben.
- 01. Oktober: Heinrich III. verkündet die Annullierung aller Maßnahmen, die er nach der Schlacht von Lewes in der Gewalt von Montfort setzen musste. Der König belohnt seine Anhänger und Günstlinge mit den Gütern der Rebellen. Im Mitte September nach Winchester einberufenen Parlament gibt es jedoch auch Widerstand gegen die königliche Politik.
- Simon VI. de Montfort hält weiter Kenilworth Castle besetzt. Die verbliebenen und von ihren Gütern vertriebenen Rebellen, die sogenannten „Enterbten“, schließen sich zu Räuberbanden zusammen. Aufgrund der Besitzerwechsel und der fortgesetzten Plünderungen kommt es in den nächsten beiden Jahren in weiten Teilen des Landes zu einem Zusammenbruch der Verwaltung und der Wirtschaft.

#### Heiliges Römisches Reich
- 25. Februar: Ulrich II. beerbt seinen Vater Ulrich I. als Graf von Württemberg. Da er zu diesem Zeitpunkt erst elf Jahre alt ist, steht er vermutlich unter der Vormundschaft von Hartmann I. von Grüningen.

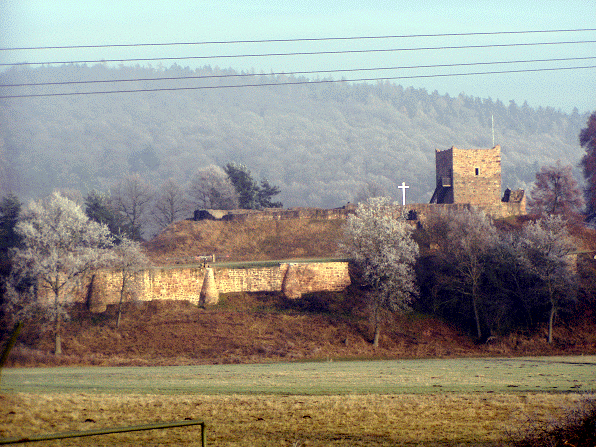
Burg Wartenberg

- Der Fuldaer Fürstabt Bertho II. von Leibolz lässt die als Raubritternest bekannte Burg Niederschlitz erstürmen und schleifen. Er lässt überdies die Burg Wartenberg zerstören, nachdem sich die Burgherren mit dem Klostervogt Gottfried V. von Ziegenhain gegen das Kloster verschworen haben.
- In der Nacht vom 15. auf den 16. Juli 1265 überfielen bewaffnete Verbände des Paderborner Bischofs Simon I., von ungenannten Corveyer Ministerialen und der höxterschen Bürgerschaft unterstützt, Stadt und Kloster Corvey und plünderten diese. Anschließend steckten sie die Stadt in Brand. An ihrer Stelle befindet sich bis heute eine Wüstung.
- Guido Novello da Polenta ergreift die Herrschaft in Ravenna.
- Napoleone della Torre aus dem Patriziergeschlecht der Torriani wird Herrscher von Mailand.
- um 1265: Nach dem Tod Bernhards III. kommt es zwischen seinen beiden Söhnen zu Streitigkeiten um das Erbe. Die Herrschaft Lippe wird schließlich geteilt. Hermann III. erhält Lippstadt und Rheda, Bernhard IV. erhält Horn und den östlichen Teil des lippischen Gebietes.

#### Südeuropa

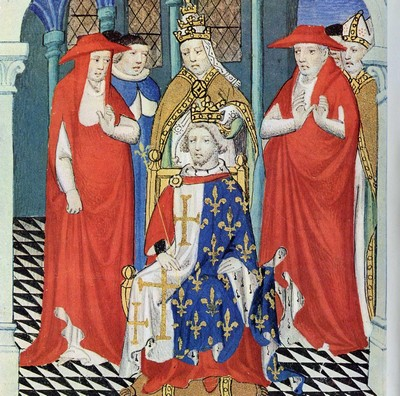
Karl I. von Neapel und Papst Clemens IV.

- 23. Mai: Karl von Anjou zieht in Rom als Senator ein.
- 28. Juni: Papst Clemens IV. belehnt Karl von Anjou, den Bruder des französischen Königs Ludwig IX., mit dem Königreich Sizilien. Er soll den mit dem Bann belegten König Manfred vom Thron vertreiben.
- König Jakob I. von Aragón erobert im Rahmen der Reconquista die Städte Alicante und Murcia endgültig von den Mauren.

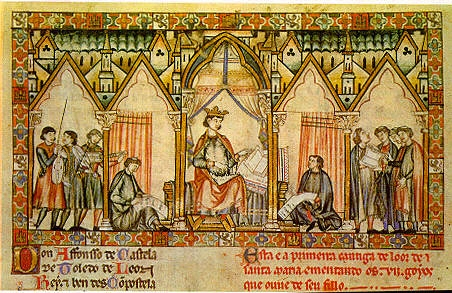
Alfons X und die Siete Partidas

- vermutlich 1265: Unter König Alfons X. wird das kastilische Gesetzbuch Las Siete Partidas fertiggestellt, das in Spanien und Lateinamerika bis ins 18. Jahrhundert Bedeutung hat.

#### Asien und Nordafrika
- 8. Februar: Hülegü, mongolischer Khan und Enkel Dschingis Khans, stirbt in Maragha und wird auf einer Felseninsel im Urmiasee bestattet. Sein Sohn Abaqa, bisher Statthalter in Chorasan und Māzandarān, wird nach einem missglückten Thronbesteigungsversuch seines jüngeren Bruders Yošmut mit der Unterstützung seiner Stiefmutter Doquz-Chatun zweiter Ilchan von Persien. Seine Inthronisation findet in aller Form erst am 19. Juni am Ufer des Čağan Na’ur bei Arak statt. In den nächsten Monaten nach seinem Regierungsantritt verteilt Abaqa die Lehen und Statthalterschaften seines Reiches neu. Er heiratet Maria Despina Palaiologina, eine illegitime Tochter des byzantinischen Kaisers Michael VIII. Palaiologos. Nach dem Tod von Doquz-Chatun, einer eifrigen Anhängerin der nestorianischen Christen, unter deren Einfluss Abaqa Christen, aber auch anderen Religionen gegenüber wohlwollend eingestellt war, übernimmt diese die Schutzrolle für die Christen. Einige von Abaqa geprägte Münzen zeigen das christliche Kreuz und tragen in arabischer Schrift die Legende Im Namen des Vaters, des Sohnes und des Heiligen Geistes, des einzigen Gottes. Truppen der Goldenen Horde, die unter Berke Khan ins Reich der Ilchane einfallen, werden Ende des Jahres von Yošmut besiegt.
- Nach Überfällen seitens der fränkischen Kreuzfahrerstaaten auf Askalon und Bethsan beginnt Baibars I., Herrscher der Mamluken, von Kairo aus seinen Eroberungszug in die Levante und nimmt nacheinander Caesarea, Haifa und Arsuf ein.
- Kılıç Arslan IV., Sultan im Sultanat der Rum-Seldschuken, das sich schon seit Jahren unter der Oberherrschaft der mongolischen Ilchane befindet, wird bei einem Bankett von den Mongolen ermordet, die seinen minderjährigen Sohn Kai Chosrau III. als neuen Sultan einsetzen.

#### Stadtgründungen, Stadtrechte und urkundliche Ersterwähnungen
- 27. September: König Ottokar II. von Böhmen beauftragt den Lokator Konrad von Levendorf, die Stadt Politschka als Stützpunkt seines Königreichs zu gründen. Dem Lokator erweist der König die Gunst, im Dorf Laubendorf eine Gastwirtschaft zu betreiben.

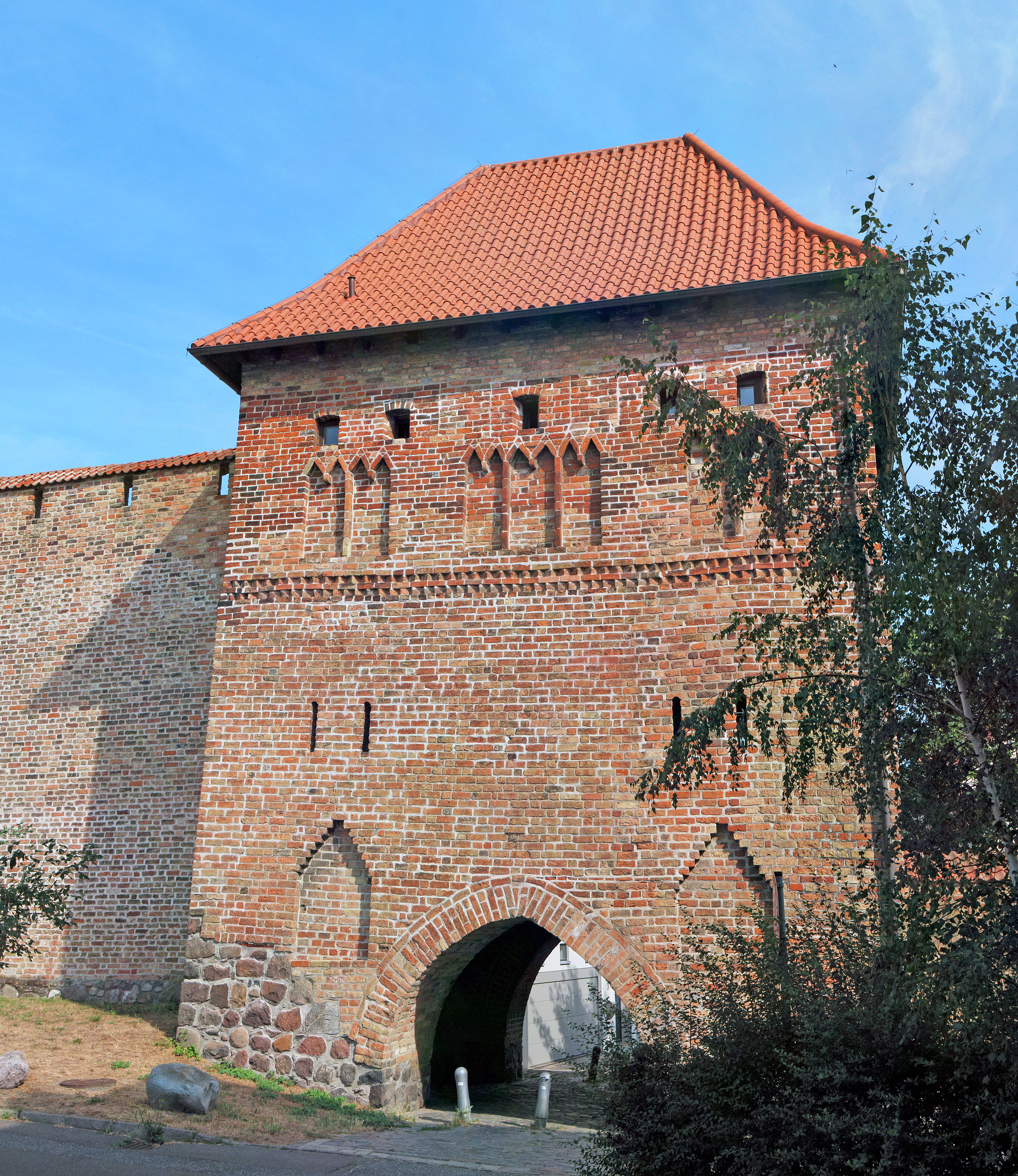
Das Kuhtor (Feldseite) aus dem 13. Jahrhundert.

- Nach der Vereinigung mehrerer Siedlungen um die Petrikirche, die Nikolaikirche, die Marienkirche und die Jakobikirche zur Stadt Rostock beginnt der systematische Ausbau der Rostocker Stadtbefestigung.
- Hugo I. von Werdenberg-Heiligenberg gründet die Ortschaft Bludenz im heutigen Vorarlberg.
- Erste urkundliche Erwähnung finden die Orte Ipsach und Strümpfelbach.
- Pacanów erhält das Stadtrecht.

### Wirtschaft
- Im Streit mit der Stadt Stade um deren Stapelrecht aus dem Jahr 1259 legt Hamburg einen – gefälschten – Freibrief Friedrich Barbarossas aus dem Jahr 1189 vor, in dem er dem Hamburger Hafen angeblich Zollfreiheit vom Meer bis in die Stadt zusichert. Durch Vorlage dieser „älteren Rechte“ kann sich das zu diesem Zeitpunkt kleinere Hamburg das Privileg des freien Handels sichern.

### Wissenschaft und Technik
- Der Bau des Pont Saint-Esprit, einer Steinbogenbrücke über die Rhone, beginnt. Sie ist lange Zeit die einzige Steinbrücke zwischen Lyon und dem Meer und die längste Brücke in Europa.

### Kultur

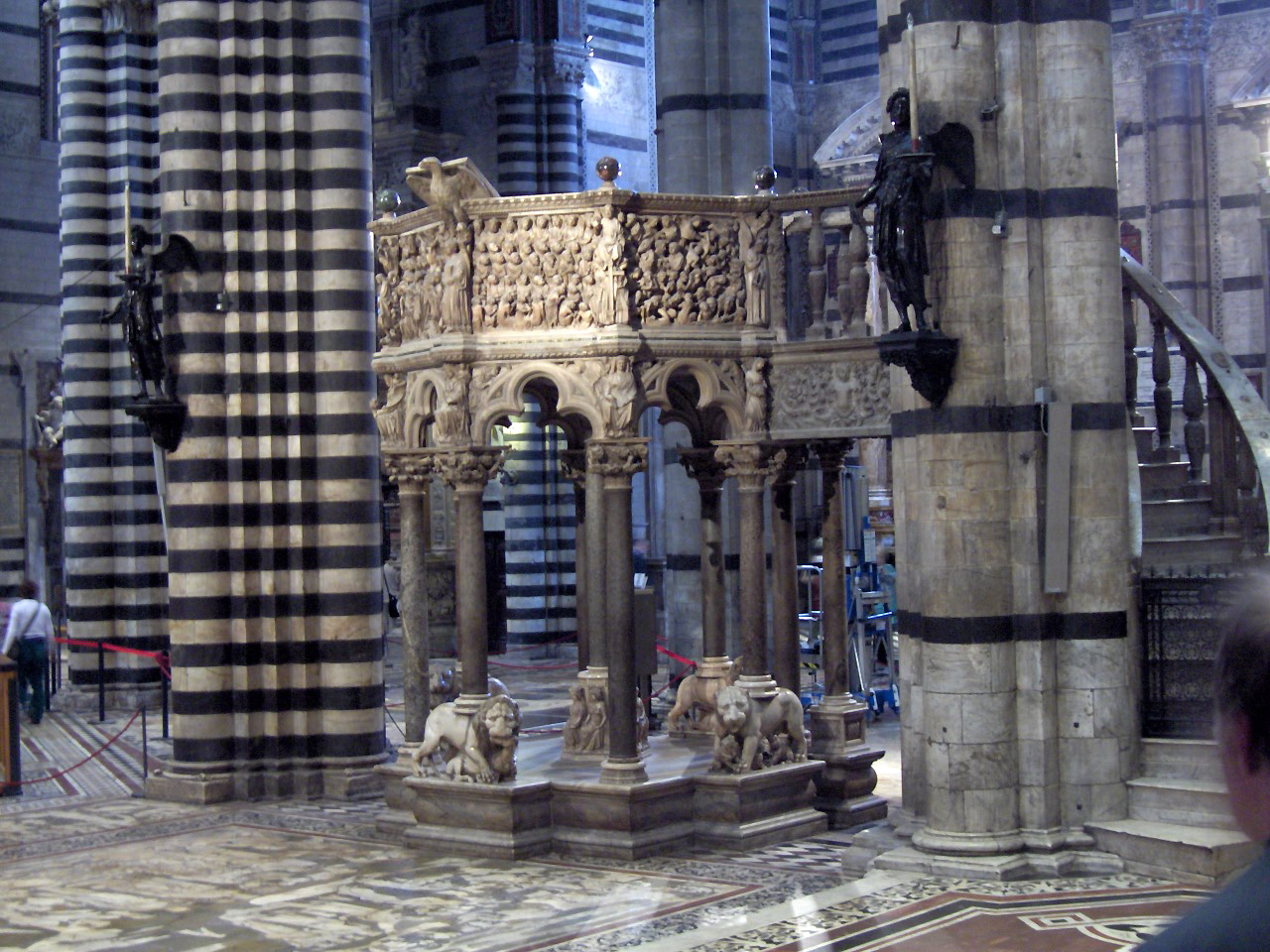
Kanzel im Dom von Siena

- Niccolò Pisano gestaltet mit seinem Sohn Giovanni die Domkanzel von Siena (bis 1267).
- In Budweis, Böhmen, wird erstmals ein Bier gebraut, das noch heute hergestellt wird (s. Budweiser Budvar).
- Der Dominikaner Ulrich von Straßburg beginnt mit seinem Hauptwerk De summo bono (bis 1274).

### Religion

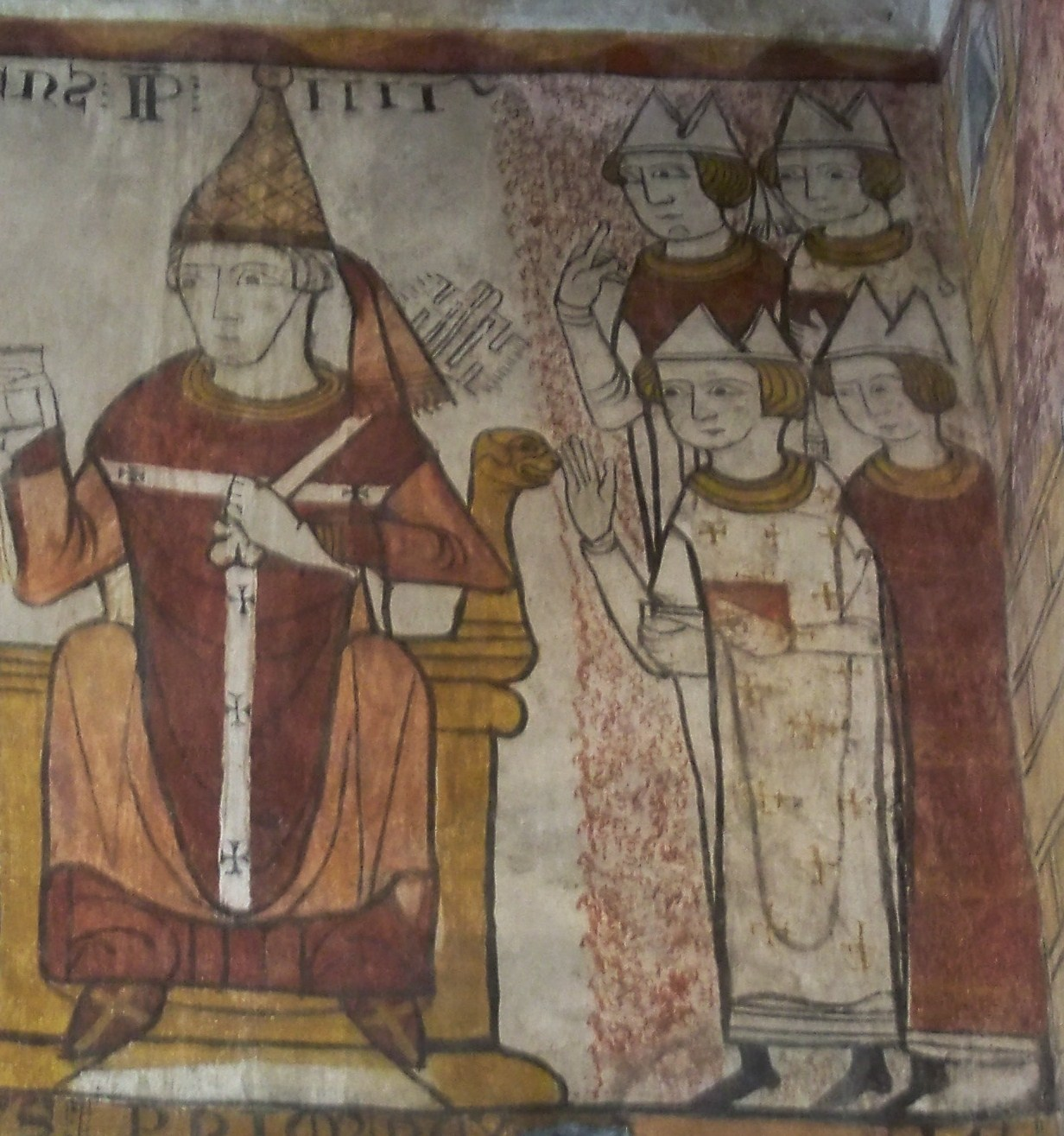
Papst Clemens IV.

- 05. Februar: Guy le gros Foulques wird als Nachfolger des im Vorjahr verstorbenen Urban IV. in Perugia zum Papst gewählt und nimmt den Namen Clemens IV. an. Als Kardinal hat er in Paris ab 1263 Roger Bacon kennen und schätzen gelernt, dem er nun Schutz und Förderung angedeihen lässt. In einer Privatkorrespondenz benutzt Clemens IV. erstmals den Fischerring, der später als der Siegelring der Päpste gelten wird. Ebenso wie seine Vorgänger betritt er wegen der anhaltenden Machtkämpfe innerhalb des römischen Adels die Stadt Rom nicht.
- 22. April: Nach dem Rücktritt von Ulrich von Seckau wird Wladislaw von Schlesien zum Erzbischof von Salzburg gewählt. Clemens IV. erteilt am 20. November seine Zustimmung für die Ernennung und gleichzeitig die Dispens wegen des noch nicht erreichten kanonischen Alters sowie der fehlenden höheren Weihen des Kandidaten. Dessen Hofmeister Petrus von Passau folgt ihm als Fürstbischof von Passau.
- Pfingsten: Auf dem Generalkapitel der Dominikaner in Montpellier wird festgelegt, dass der Eintritt in den Orden mit Ablegung der Profess frühestens im Alter von 15 Jahren erfolgen kann.
- 09. Juni: Mit der päpstlichen Bulle Parvus fons stärkt Clemens IV. das Generalkapitel der Zisterzienser und legt jahrelange Streitigkeiten bei.
- um 1265: Thomas von Aquin beginnt mit der Arbeit an der Summa theologica.

## Historische Karten und Ansichten

Kleinasien und der Balkan 1265

## Geboren

### Geburtsdatum gesichert
- 13. März: Eberhard I., Graf von Württemberg († 1325)
- 10. Mai: Fushimi, Tennō von Japan († 1317)

### Genaues Geburtsdatum unbekannt
- Januar: Kunigunde von Böhmen, Herzogin von Masowien und Äbtissin des Georgsklosters in der Prager Burg († 1321)
- Mai oder Juni: Dante Alighieri, italienischer Dichter und Philosoph († 1321)
- Alfons III., König von Aragón, Graf von Barcelona und König von Valencia († 1291)
- Anselm, Herr von Joinville († 1343)
- Gottfried von Hohenlohe, Hochmeister des Deutschen Ordens († 1309)
- Johann II., Graf von Dreux, Montfort-l’Amaury und Braine und Herr von Montpensier († 1309)
- Ramon Muntaner, katalanischer Chronist und königlicher Beamter († 1336)
- Timur Khan, Kaiser der mongolischen Yuan-Dynastie in China († 1307)
- Ulrich von Ramschwag, Reichsvogt in der Fürstabtei St. Gallen († 1291)

### Geboren um 1265
- Friedrich von Alvensleben, letzter Meister des Templerordens in Alemannien und Slawien († um 1313)
- Andreas III., König von Ungarn, Kroatien, Dalmatien und Rama († 1301)
- Andrew de Moray, schottischer Adeliger, politischer Führer im schottischen Unabhängigkeitskrieg († 1297)
- Bonagratia von Bergamo, italienischer Franziskaner, Jurist und Politiker († 1340)
- Peregrinus Laziosi, italienischer Geistlicher, Heiliger der römisch-katholischen Kirche († 1345)
- Hartung Münch, Bischof von Basel († 1332)
- Notburga von Rattenberg, Tiroler Volksheilige († 1313)
- Otto III., Herzog von Kärnten und Krain, Graf von Görz und Tirol († 1310)
- Waldemar IV., Herzog von Schleswig († 1312)

## Gestorben

### Todesdatum gesichert

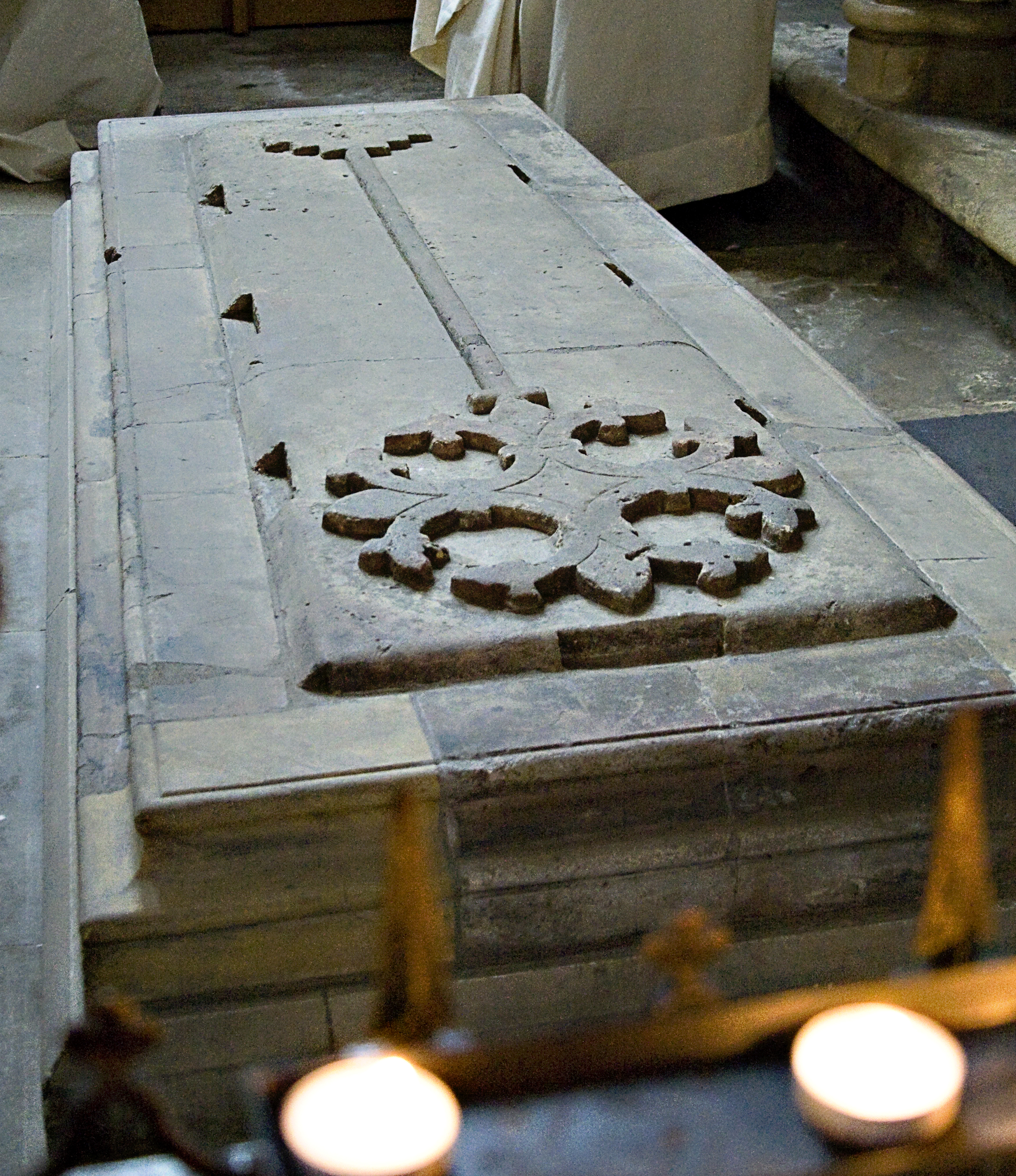
Grab von Godfrey de Ludham in York Minster

- 12. Januar: Godfrey de Ludham, Erzbischof von York
- 17. Januar: Beatrix von Savoyen, Gräfin der Provence

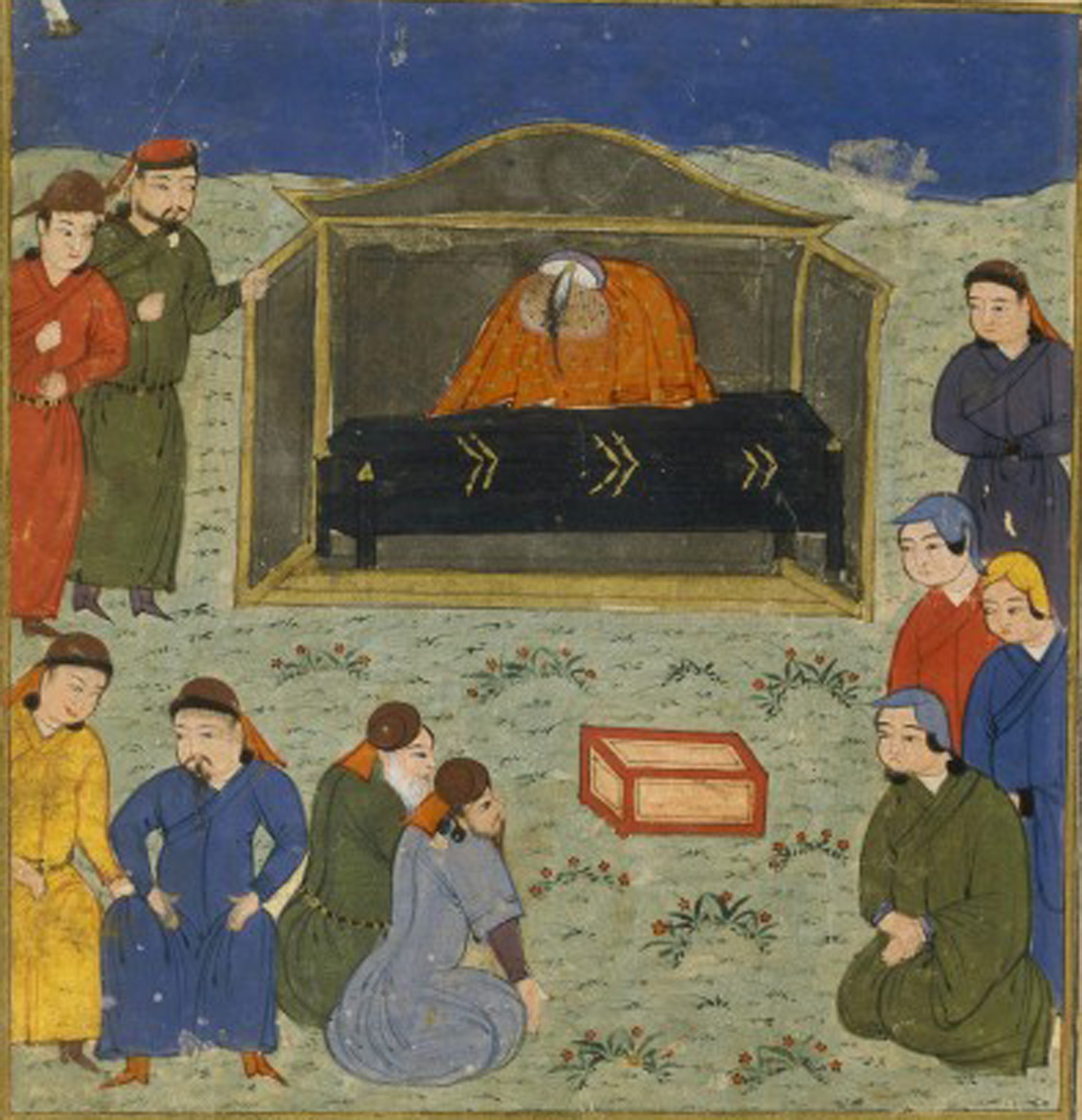
Das Begräbnis Hülegüs

- 08. Februar: Hülegü, mongolischer Fürst und Feldherr, Gründer des Reichs der Ilchane in Persien (* um 1217)
- 24. Februar: Roger IV., Graf von Foix

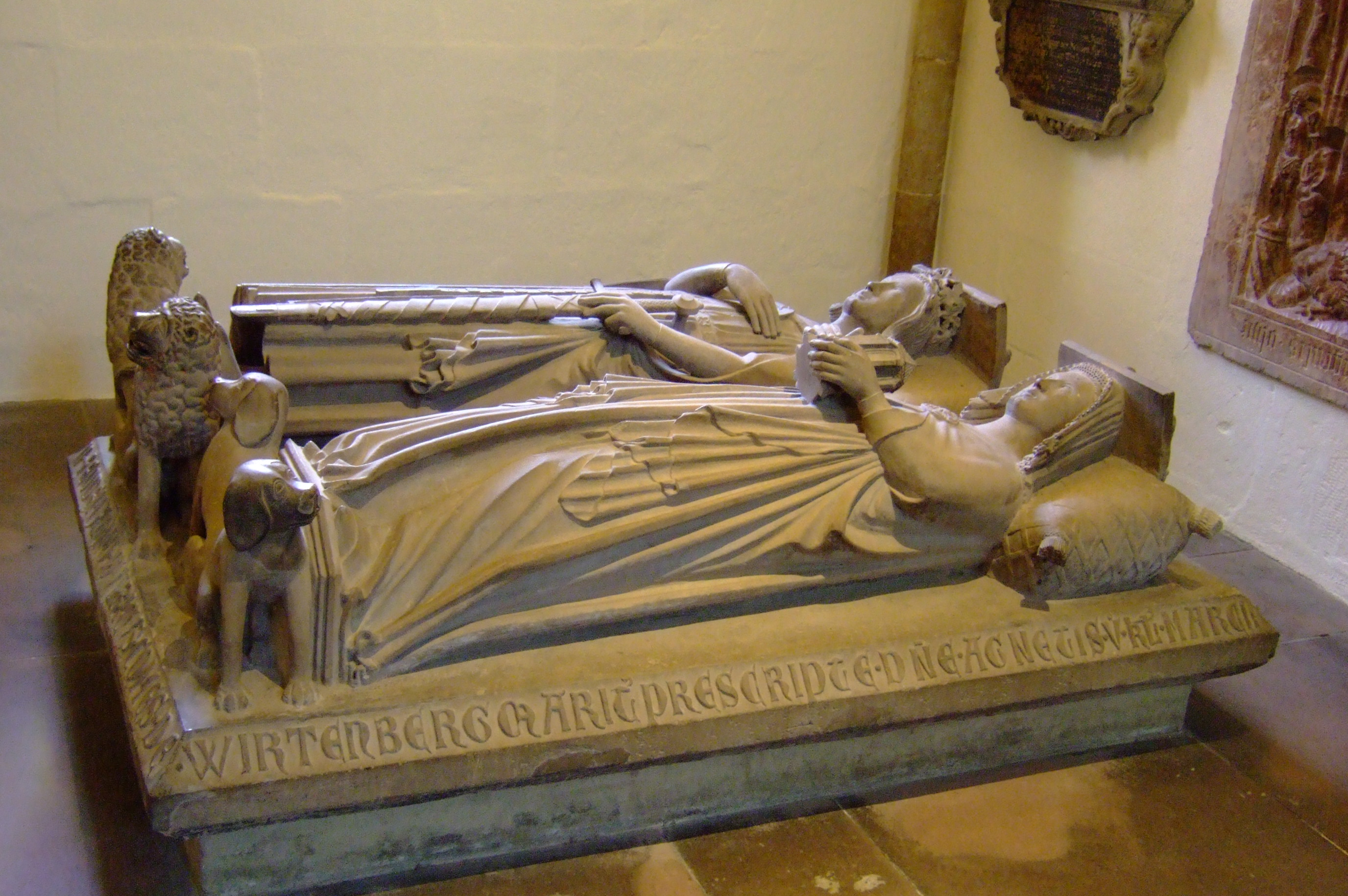
Doppeltumba von Ulrich und Agnes
in der Stiftskirche Stuttgart

- 25. Februar: Ulrich I., der Stifter, Graf von Württemberg (* 1226)
- 13. März: Agnes von Schlesien-Liegnitz, Herzogin von Liegnitz und Gräfin von Württemberg (* nach 1242)
- 11. Mai: Heinrich I. von Liechtenstein, Landeshauptmann der Steiermark (* 1216)
- 16. Mai: Simon Stock, englischer Geistlicher, Generalprior der Karmeliten und römisch-katholischer Heiliger (* um 1165)
- 15. oder 17. Mai: Albrecht I., Fürst von Mecklenburg (* nach 1230)
- 19. Mai: Guichard V., Herr von Beaujeu und Connétable von Frankreich
- 16. Juni: Doquz-Chatun, keraitische Prinzessin und Hauptfrau des Mongolenherrschers Hülegü
- 04. August: Ralph Basset, englischer Ritter und Rebell
- 04. August: Hugh le Despenser, 1. Baron le Despenser, englischer Adeliger und Rebell, Chief Justiciar Englands (* um 1223)
- 04. August: Henry de Montfort, englischer Adeliger und Rebell (* 1238)
- 04. August: Peter de Montfort, englischer Adeliger und Rebell, erster Speaker eines englischen Parlaments (* um 1205)
- 04. August: Simon de Montfort, 6. Earl of Leicester, englischer Adeliger und Rebellenführer, de facto Regent Englands (* 1208)
- 04. August: Roger de St John, englischer Adeliger und Rebell (* um 1221)
- 26. August: Anna von Böhmen, Herzogin von Schlesien (* 1201 oder 1204)
- 27. Oktober: Humphrey V. de Bohun, englischer Adeliger und Rebell
- 02. November: Iring von Reinstein-Homburg, Bischof von Würzburg
- 24. November: Magnus III., König von Man und der westschottischen Inseln

### Genaues Todesdatum unbekannt
- vor 7. Februar: John Mansel, englischer Beamter, königlicher Ratgeber und Diplomat, Lord Keeper of the Great Seal
- vor dem 29. November: Philippa Basset, englische Adelige
- Albrecht I. von Borna, Bischof von Merseburg
- Eva von Lüttich, flämische Reklusin und römisch-katholische Selige (* um 1190)
- Henri II. Clément, Herr von Le Mez, Argentan und Sai sowie Marschall von Frankreich (* nach 1224)
- Kılıç Arslan IV., Sultan der Rum-Seldschuken
- Maredudd ap Owain, walisischer Adeliger
- William Marshal, englischer Adeliger und Rebell
- Otto von Lonsdorf, Bischof von Passau

### Gestorben um 1265
- Bernhard III., Herr von Lippe (* um 1194)

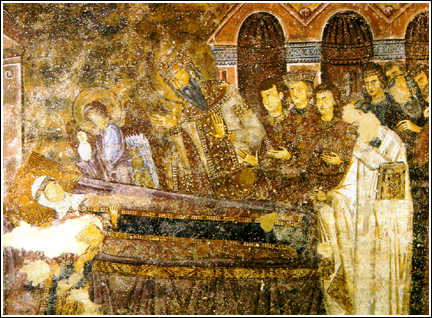
Königin Anna auf dem Sterbebett; Fresko im Kloster Sopoćani

- Anna Dandolo, Königin der Serben